# Junção celular
Uma junção celular (ou ponte intracelular) é um tipo de estrutura que existe dentro do tecido de alguns organismos multicelulares, como os animais. As junções celulares consistem de complexos multiproteícos, que proporcionam o contacto entre as células vizinhas, ou entre uma célula e a matriz extracelular.
Elas também constroem a barreira paracelular do epitélio e controlam o transporte intracelular. As junções celulares são especialmente abundantes em tecidos epiteliais.
As junções celulares são especialmente importantes para permitir a comunicação entre as células vizinhas através de proteínas especializadas chamadas junções gap. As junções celulares também são importantes na redução do estresse colocado sobre as células.

## Tipos
Existem três tipos principais de junções celulares:
- Junções de ancoragem: Junções aderentes, desmossomos e hemidesmossomos
- Junções gap (junções comunicantes).
- Junções de oclusão

Os invertebrados têm vários outros tipos específicos de junções, por exemplo junções septadas ou junção apical. As junções septadas são junções intracelulares encontradas em células epiteliais de invertebrados e se assemelham à escadas na microscopia eletrônica. Supostamente, servem para proporcionar resistência estrutural e barreira à difusão do soluto através do espaço intracelular. São consideradas análogas às junções de oclusão (vertebrado), no entanto as junções apertadas e septadas são diferentes em muitas formas.

### Junções de ancoragem
As células nos tecidos e órgãos devem ser ancoradas umas as outras e ligadas aos componentes da matriz extracelular. As células desenvolveram vários tipos de complexos juncionais para servir a estas funções, e em cada caso, as proteínas de ancoragem prolongam-se através da membrana plasmática para ligar as proteínas do citoesqueleto de uma célula às proteínas do citoesqueleto de células vizinhas, bem como às proteínas da matriz extracelular.
São observados três tipos de junções de ancoragem que se diferem uma da outra  por sua proteína de âncora do citoesqueleto, bem como a proteína transmembranosa, é garante que se estende através da membrana.
 
| Junção          | Âncora no citoesqueleto | Link transmembrana  | Liga a célula à:           |
| --------------- | ----------------------- | ------------------- | -------------------------- |
| Desmossomo      | Filamento Intermediário | Caderina            | Outras Células             |
| Hemidesmossomo  | Filamento Intermediário | Integrinas          | Matriz EC                  |
| Junção Aderente | Filamento de Actina     | Caderina/Integrinas | Outras Células/A matriz EC |

Os tipos de ancoragem não só mantém as células unidas mas também fornecem tecidos com coesão estrutural. Estas junções são mais abundantes em tecidos que são submetidos a tensão mecânica constante, tais como a pele e o coração. 

#### Desmossomos
Os desmossomos se assemelham a rebites ao longo da membrana plasmática das células adjacentes. Os filamentos intermédios, compostos por queratina ou desmina são ligados a proteínas de ligação associadas à membrana, formando uma placa densa na face citoplasmática da membrana. As moléculas de caderina formam a âncora se anexando à placa citoplasmática que se estende através da membrana e se ligando fortemente às caderinas que vêm através da membrana da célula adjacente.

#### Hemidesmossomos
Os hemidesmossomos formam ligações semelhantes a rebites entre o citoesqueleto e os componentes da matriz extracelular, como a lâmina basal que fundamenta os epitélios. Como os desmossomas, elas se unem a filamentos intermédios no citoplasma, mas em contraste com as desmossomas, as âncoras transmembranares são de integrinas, em vez de caderinas. Os hemidesmossomos por serem intransferíveis e únicos, acabam se formando como um esqueleto intracelular, podendo ser único ou composto caso tenha sua ligação com outra junção.

#### Junções aderentes
As junções aderentes partilham a característica de ancorar as células através de filamentos de actina de seu citoplasma. Da mesma forma que os desmossomas e os hemidesmossomas, as âncoras transmembranares são compostas de caderinas e assim se ancoram a outras células e integrinas que se ancoram a matriz extracelular. Existe uma considerável diversidade morfológica entre as junções aderentes. Aquelas que ligam células umas às outras se parecem com estrias ou manchas isoladas, ou como bandas que rodeiam completamente a célula. O tipo de banda dessas  junções aderentes está associado a feixes de filamentos de actina que rodeiam a célula também logo abaixo da membrana plasmática. Aderentes semelhantes a pontos ajudam as celulas a aderirem à matriz extracelular tanto in vivo quanto in vitro, onde são chamadas de placas de adesão. Os filamentos de actina do citoesqueleto que se ligam em junções aderentes são proteínas contrácteis e têm outras funções além de ancoragem, as junções aderentes participam na dobragem e curvatura das folhas das células epiteliais. Pensando nas bandas de filamentos de actina como sendo semelhante a "cordões" permite-se imaginar como a contração das bandas com um grupo de células distorceria a folha em padrões interessantes.

### Junções gap
Junções comunicantes ou junções gap permitem a comunicação química direta entre o citoplasma celular adjacente através de difusão, sem contato do líquido extracelular. Isto é possível devido a seis proteínas conexinas que interagem para formar um cilindro com um poro no centro. Este se sobressai através da membrana celular e quando duas células adjacentes interagem, formam um canal de junção gap.

### Junções apertadas
Encontrada nos epitélios de vertebrados, as junções apertadas actuam como barreiras que regulam a circulação de água e de solutos entre as camadas epiteliais. As junções apertadas são classificadas como uma barreira paracelular, que é definida como não tendo discriminação direcional, porém o movimento é em grande parte dependente do tamanho do soluto e carga. Há evidências que sugerem que as estruturas em que os solutos passam se assemelham a poros.O pH fisiológico desempenha um papel na seletividade de solutos que passam pelas junções apertadas já que a maioria das junções apertadas são um pouco seletivas para cátions. As junções apertadas presentes em diferentes tipos de epitélios são seletivas para solutos de diferentes tamanhos, carga e polaridade.

## Moléculas de junção celular
As moléculas responsáveis pela criação de junções celulares incluem várias moléculas de adesão celular. Existem quatro tipos principais: selectinas, caderinas, integrinas e a superfamília de imunoglobulinas.

Selectinas:  São moléculas de adesão celular que desempenham um papel importante na iniciação dos processos inflamatórios. A capacidade funcional da selectina é limitado a colaboração com os leucócitos e com o endotélio vascular. Existem três tipos de selectinas encontradas nos seres humanos, L-selectina, P-selectina e a E-selectina. A L-selectina lida com com linfócitos, monócitos e neutrófilos, a P-selectina lida com plaquetas e endotélio e a E-selectina apenas com o endotélio. Elas têm regiões extracelulares constituídas de um domínio amino-terminal de lectina, anexada a um ligante de hidrato de carbono, como o factor de crescimento de domínio (EGF) e pequenas unidades (círculos numerados) que correspondem aos domínios de proteína de ligação complementares.
Caderinas:  São moléculas de adesão dependentes de cálcio. As caderinas são extremamente importantes no processo de morfogénese - desenvolvimento fetal.  Juntamente com um complexo alfa-beta catenina, a caderina pode ligar-se aos microfilamentos do citoesqueleto da célula.
Integrinas:  Actuam como receptores de adesão, transportando sinais através da membrana plasmática em múltiplas direcções. Estas moléculas são uma parte importante da comunicação celular já que um único ligante pode ser usado para muitas integrinas. Infelizmente, essas moléculas ainda têm um longo caminho a percorrer nos caminhos da pesquisa.
Superfamília de imunoglobulinas:  são um grupo de proteínas independentes de pato.. cálcio capazes de adesão homofílica e heterofílica. A adesão homofílica envolve os domínios do tipo imunoglobulina na superfície das células de ligação com os domínios do tipo imunoglobulina na superfície de uma célula opostas enquanto a adesão heterofílica refere-se à ligação dos domínios do tipo imunoglobulina com integrinas e hidratos de carbono. 